# Len Vlahov
Len Vlahov (* 29. Juni 1940 in Perth; † 24. Februar 1997) war ein australischer Diskuswerfer.
1962 wurde er bei den British Empire and Commonwealth Games in Perth Sechster.
1969 und 1975 wurde er Australischer Meister. Seine persönliche Bestweite von 54,99 m stellte er am 12. Dezember 1970 in Perth auf.